# Mercado de fichajes
En el fútbol profesional se denomina mercado de fichajes al período del año, dividido en mercado de invierno y mercado de verano, durante el cual se pueden realizar transferencias de jugadores entre clubes de fútbol.
El mercado de verano finaliza el 9 de agosto en la Liga Inglesa y el 2 de septiembre en la Liga Española, Francesa e Italiana. El de invierno, inicia el 1 de enero al 31 del mencionado mes.

## Calendario
- Datos sacados de Transfermarkt, página web especializada en fichajes.[1]

| Mercado de verano             | Mercado de invierno         | Países                    |
| ----------------------------- | --------------------------- | ------------------------- |
| 1 de enero – 31 de marzo      | 14 de julio – 30 de agosto  | Brasil                    |
| 5 de enero – 29 de marzo      | 15 de julio – 30 de agosto  | Japón                     |
| 8 de enero – 31 de marzo      | 15 de julio – 11 de agosto  | Suecia                    |
| 9 de enero – 1 de abril       | 1–31 de agosto              | Noruega                   |
| 7 de febrero – 1 de mayo      | 10 de julio – 8 de agosto   | Estados Unidos y Canadá   |
| 1 de marzo – 30 de abril      | 1–31 de agosto              | Finlandia                 |
| 1 de junio – 18 de agosto     | 1 de enero – 19 de enero    | Albania                   |
| 1 de julio – 2 de septiembre  | 2 de enero – 31 de enero    | Italia                    |
| 1 de julio – 2 de septiembre  | 1 de enero – 2 de febrero   | Francia, Alemania, España |
| 17 de junio – 30 de agosto    | 1 de enero – 31 de enero    | Inglaterra                |
| 9 de junio – 1 de septiembre  | 1 de enero – 1 de febrero   | Escocia                   |
| 11 de junio – 1 de septiembre | 5–31 de enero               | Turquía, Dinamarca        |
| 11 de junio – 2 de septiembre | 3–31 de enero               | Países Bajos              |
| 16 de junio – 8 de septiembre | 25 de enero – 22 de febrero | Bulgaria y Rumanía        |
| 17 de junio – 6 de septiembre | 28 de enero – 28 de febrero | Rusia                     |
| 24 de julio – 15 de octubre   | 3 de enero – 31 de enero    | Australia                 |
| 1 de diciembre– 31 de enero   | 1–30 de junio               | Kenia, Uganda             |

## Récords del mercado de fichajes

### Fichajes más caros
- Datos sacados de Transfermarkt, página web especializada en fichajes.[25]

| N.º | Año  | Jugador             | Club de origen              | Club destino            | Valor en millones (€) |
| --- | ---- | ------------------- | --------------------------- | ----------------------- | --------------------- |
| 1   | 2017 | Neymar              | FC Barcelona                | París Saint-Germain     | 222,00                |
| 2   | 2023 | Moisés Caicedo      | Brighton & Hove Albion F. C | Chelsea FC              | 145,0                 |
| 3   | 2018 | Kylian Mbappé       | AS Mónaco                   | París Saint-Germain     | 180,0                 |
| 4   | 2017 | Ousmane Dembélé     | Borussia Dortmund           | FC Barcelona            | 130,0                 |
| 5   | 2023 | Enzo Fernández      | S. L. Benfica               | Chelsea F. C.           | 121,0                 |
| 6   | 2019 | Antoine Griezmann   | Atlético de Madrid          | FC Barcelona            | 120,0                 |
| 7   | 2021 | Jack Grealish       | Aston Villa                 | Manchester City F. C.   | 117,50                |
| 8   | 2018 | Cristiano Ronaldo   | Manchester United           | AL Nassr                | 117,0                 |
| 9   | 2021 | Fabián Ruíz         | SSC Napoles                 | Paris Saint-Germain     | 115,0                 |
| 10  | 2019 | Eden Hazard         | Chelsea FC                  | Real Madrid CF          | 115,0                 |
| 11  | 2016 | Paul Pogba          | Juventus FC                 | Manchester United FC    | 105,0                 |
| 12  | 2013 | Gareth Bale         | Tottenham Hotspur           | Real Madrid CF          | 101,0                 |
| 13  | 2022 | Antony              | Ajax de Ámsterdam           | Manchester United FC    | 100,0                 |
| 14  | 2023 | Kangin Lee          | RCD Mallorca                | Paris Saint Germain     | 94,0                  |
| 15  | 2016 | Gonzalo Higuaín     | SSC Napoli                  | Juventus FC             | 90,0                  |
| 16  | 2013 | Neymar              | Santos                      | FC Barcelona            | 88,2                  |
| 17  | 2019 | Nuno Mendes         | Sporting CP                 | Paris Saint Germain     | 87,0                  |
| 18  | 2019 | Frenkie de Jong     | Ajax de Ámsterdam           | FC Barcelona            | 86,0                  |
| 19  | 2019 | Matthijs De Ligt    | Ajax de Ámsterdam           | Juventus FC             | 85,5                  |
| 20  | 2017 | Achraf Hakimi       | Inter De Milán              | Paris Saint Germain     | 84,7                  |
| 21  | 2018 | Virgil van Dijk     | Southampton FC              | Liverpool FC            | 84,65                 |
| 22  | 2014 | Luis Suárez         | Gremio FBPA                 | Inter Miami Futbol Club | 81,72                 |
| 23  | 2020 | Kai Havertz         | Chelsea FC                  | Arsenal FC              | 80,0                  |
| 24  | 2018 | Kepa Arrizabalaga   | Real Madrid CF              | AFC Bournemouth         | 80,0                  |
| 25  | 2022 | Aurélien Tchouaméni | AS Monaco                   | Real Madrid CF          | 80,0                  |
| 26  | 2019 | Lucas Hernández     | Paris Saint Germain         | Bayern de Múnich        | 80,0                  |
| 27  | 2019 | Nicolas Pépé        | Villarreal CF               | Arsenal F.C.            | 80,0                  |
| 28  | 2001 | Zinédine Zidane     | Juventus FC                 | Real Madrid CF          | 77,5                  |
| 29  | 2015 | Kevin De Bruyne     | VfL Wolfsburgo              | Manchester City FC      | 76,0                  |
| 30  | 2014 | Ángel Di María      | C A Rosario Central         | SL Benfica              | 75,0                  |
| 31  | 2014 | James Rodríguez     | AS Monaco                   | Real Madrid CF          | 75,0                  |
| 32  | 2019 | Ousmane Dembélé     | FC Barcelona                | Paris Saint Germain     | 74,0                  |
| 33  | 2020 | Arthur              | Girona FC                   | Juventus de Turín       | 72,0                  |
| 34  | 2020 | Vitinha             | FC Porto                    | Paris Saint Germain     | 72,0                  |
| 35  | 2020 | Joäo Neves          | SL Benfica                  | Paris Saint Germain     | 72,0                  |
| 36  | 2020 | Bradley Barcola     | Olympique De Lyon           | Paris Saint Germain     | 72,0                  |
| 37  | 2020 | Khvicha Karatskelia | SSC Napoles                 | París Saint Germain     | 72,0                  |
| 38  | 2022 | Désiré Doué         | Stade Rennes FC             | París Saint Germain     | 72,0                  |
| 39  | 2023 | Gonçalo Ramos       | S.L.Benfica                 | París Saint Germain     | 72,0                  |
| 40  | 2021 | Achraf Hakimi       | Inter De Milán              | París Saint Germain     | 72,0                  |
| 41  | 2023 | Arnau Tenas         | FC Barcelona                | París Saint Germain     | 72,0                  |
| 42  | 2022 | Nahuel Molina       | Udinese Calcio              | Club Atlético De Madrid | 72,0                  |
| 43  | 2023 | Alexander Sorloth   | Villarreal CF               | Club Atlético De Madrid | 72,0                  |
| 44  | 2023 | Giuliano Simeone    | Deportivo Alavés            | Club Atlético De Madrid | 72,0                  |
| 45  | 2017 | Thomas Lemar        | AS Mónaco                   | Club Atlético De Madrid | 72,0                  |
| 46  | 2023 | Samuel Lino         | Valencia CF                 | Club Atlético De Madrid | 72,0                  |
| 47  | 2018 | Marcos LLorente     | Real Madrid CF              | Club Atlético De Madrid | 72,0                  |
| 48  | 2023 | Julián Álvarez      | Manchester City FC          | Club Atlético De Madrid | 72,0                  |
| 49  | 2024 | Julián Álvarez      |                             |                         |                       |

### Clubes por fichaje más caro
- Datos sacados de Transfermarkt, página web especializada en fichajes.[26]

| N.º | Año  | Club                     | Jugador           | Valor en millones (€) |
| --- | ---- | ------------------------ | ----------------- | --------------------- |
| 1   | 2017 | Paris Saint-Germain      | Neymar            | 222,0                 |
| 2   | 2018 | FC Barcelona             | Philippe Coutinho | 145,0                 |
| 3   | 2019 | Atlético de Madrid       | João Félix        | 127,2                 |
| 4   | 2018 | Juventus FC              | Cristiano Ronaldo | 117,0                 |
| 5   | 2019 | Real Madrid              | Eden Hazard       | 160,0                 |
| 6   | 2016 | Manchester United FC     | Paul Pogba        | 105,0                 |
| 7   | 2018 | Liverpool FC             | Virgil van Dijk   | 84,65                 |
| 8   | 2023 | Chelsea FC               | Moisés Caicedo    | 145,0                 |
| 9   | 2019 | Bayern de Múnich         | Lucas Hernández   | 80,0                  |
| 10  | 2020 | Arsenal Football Club    | Nicolas Pépé      | 80,0                  |
| 11  | 2021 | Manchester City FC       | Jack Grealish     | 110,0                 |
| 12  | 2019 | Inter de Milán           | Romelu Lukaku     | 74,0                  |
| 13  | 2020 | Napoli                   | Victor Osimhen    | 70,0                  |
| 14  | 2019 | Tottenham Hotspur        | Tanguy Ndombélé   | 60,0                  |
| 15  | 2017 | Shanghái SIPG            | Oscar             | 60,0                  |
| 16  | 2000 | SS Lazio                 | Hernán Crespo     | 56,81                 |
| 17  | 2019 | West Ham                 | Sébastien Haller  | 50,0                  |
| 18  | 2016 | Jiangsu Suning           | Alex Teixeira     | 50,0                  |
| 19  | 2017 | Everton FC               | Gylfi Sigurdsson  | 49,4                  |
| 20  | 2019 | Leicester City           | Youri Tielemans   | 45,0                  |
| 21  | 2013 | AS Mónaco                | James Rodríguez   | 45,0                  |
| 22  | 2019 | Newcastle United         | Joelinton         | 44,0                  |
| 23  | 2015 | VfL Wolfsburg            | Julian Draxler    | 43,0                  |
| 24  | 2018 | Guangzhou Evergrande     | Paulinho          | 42,0                  |
| 25  | 2018 | A.S. Roma                | Patrik Schick     | 42,0                  |
| 26  | 2017 | A.C. Milan               | Leonardo Bonucci  | 42,0                  |
| 27  | 2020 | Wolves                   | Fábio Silva       | 40,0                  |
| 28  | 2018 | Valencia Club de Fútbol  | Gonçalo Guedes    | 40,0                  |
| 29  | 2019 | Zenit de San Petersburgo | Malcom            | 40,0                  |
| 30  | 2018 | Beijing Sinobo Guoan     | Cédric Bakambu    | 40,0                  |

### Entrenadores más caros
El 27 de abril de 2021 se hizo oficial el fichaje de Julian Nagelsmann por el Bayern de Múnich. Era el mayor fee (pago de fichaje) que ningún club había pagado hasta la fecha, llegando a los 25 millones de euros. Casi, como si fuera el fichaje de un propio futbolista. Aquí la tabla con los 10 entrenadores más caros de la historia y el precio que se pagó por ellos.
| Rank | Entrenador        | De                  | A                        | Pago (en millones de £) | Pago (en millones de €) | Año  |
| ---- | ----------------- | ------------------- | ------------------------ | ----------------------- | ----------------------- | ---- |
| 1    | Julian Nagelsmann | RB Leipzig          | Bayern Munich            | £21.7                   | €25                     | 2021 |
| 2    | André Villas-Boas | Porto               | Chelsea                  | £13.3                   | €15                     | 2011 |
| 3    | Brendan Rodgers   | Celtic              | Leicester City           | £9                      | €10.44                  | 2019 |
| 4    | Rúben Amorim      | Braga               | Sporting CP              | £8.65                   | €10                     | 2020 |
| 5    | José Mourinho     | Internazionale      | Real Madrid              | £6.8                    | €8                      | 2010 |
| 6    | Adi Hütter        | Eintracht Frankfurt | Borussia Mönchengladbach | £6.5                    | €7.5                    | 2021 |
| 7    | Mark Hughes       | Blackburn Rovers    | Manchester City          | £5                      | €6.2                    | 2008 |
| 7    | Brendan Rodgers   | Swansea City        | Liverpool                | £5                      | €6.2                    | 2012 |
| 7    | Ronald Koeman     | Southampton         | Everton                  | £5                      | €6                      | 2015 |
| 7    | Maurizio Sarri    | Chelsea             | Juventus                 | £5                      | €5.55                   | 2019 |